# 藤田まぐろ
藤田 まぐろ（ふじた まぐろ、1971年3月6日 - ）は、日本の少女漫画家。女性。宮城県出身。魚座、血液型はB型。「まぐろ」は本名の名字をもじったあだ名である。
第34回りぼん新人漫画賞佳作を受賞し、1994年の『りぼん初夏のびっくり大増刊号』（集英社）にて、『50年目のHearty Cake』でデビュー。代表作はテレビアニメ化もされた『ケロケロちゃいむ』。
スタートレックのファンであり、『ティンクル☆ティアラ』や『ねりんぐプロジェクト』においてその影響が強くみられる。
2024年現在、LINEマンガで『マリーの世界』を連載中。

## 作品リスト

### 連載
- ケロケロちゃいむ（『りぼん』1995年11月号 - 1998年5月号）
- ティンクル☆ティアラ（『りぼん』1998年9月号 - 1999年4月号）
- ねりんぐプロジェクト（『りぼん』1999年10月号 - 2000年3月号）
- えみゅらんぷ（『りぼん』2000年11月号 - 2001年8月号）
- 迷子のケモノ達（『りぼん』2003年春のびっくり大増刊号 - 2004年春のびっくり大増刊号）
- P☆えんじぇる（『りぼんオリジナル』2004年10月号 - 2005年8月号、『りぼん』2004年秋のびっくり大増刊号 - 2005年春のびっくり大増刊号）
- ヴァージンリッパー（『フレイヤ』[注釈 1]2009年6月 - 2012年11月）
- 赤い蝶月の夜（『フレイヤ』[注釈 2]2013年6月 - ）
- マリーの世界（『LINEマンガ』2023年12月21日[1] - ） - 初のwebtoon[1]。

### 読切
- 50年目のHearty Cake（『りぼん』1994年初夏のびっくり大増刊号）
- オリジナルフラワー（『りぼんのオリジナル』1994年10月号）
- 吸血病院へ行こう!（『りぼん』1995年4月号）
- おさかな理想郷（『りぼん』1995年9月号）
- ねこじゃらしの魔法（『りぼん』1995年夏休みおたのしみ増刊号）
- 告白してケロケロ
- N.Gヒロイン（『りぼんオリジナル』1999年4月号）
- 太陽がいっぱい!（『りぼん』1999年7月号）
- おこられちゃった（『りぼんオリジナル』1999年8月号） - 「決して1人では見ないで下さい」というホラー4コマ特集の一作。
- 天使くんのお仕事（『りぼんオリジナル』1999年12月号）
- 死神くんのお仕事（『りぼん』2000年春のびっくり大増刊号）
- 恋するコイン（『りぼんオリジナル』2000年8月号）
- 森が唄う日（『りぼんオリジナル』2001年10月号）
- めざましANGEL（『りぼんオリジナル』2002年2月号）
- ハッピィ♥ファーマシー（『りぼんオリジナル』2002年6月号）
- キレイの卵（『りぼん』2002年9月号）
- クレイジーミックス（『りぼんオリジナル』2003年2月号）
- 今夜は豆ごはん（『りぼん』2005年夏休みびっくり大増刊号）
- ビオ・トーブ（『りぼん』2006年冬休みチャレンジ!大増刊号）
- シズカ八犬伝（『りぼん』2006年春のチャレンジ!大増刊号）
- 看板ムスメは天女様（『りぼん』2007年春の超びっくり大増刊号）
- 思い出のエッセイ（『りぼん』2015年3月号） - 『りぼん』60周年記念企画。

## 書誌情報

### りぼんマスコットコミックス
電子書籍は集英社ではなくフェアベルより配信。
- 吸血病院へ行こう!（1996年1月17日初版発行、ISBN 978-4088538372、全1巻）
  - 併録「おさかな理想郷」「オリジナルフラワー」「50年目のHearty Cake」「告白してケロケロ」「ねこじゃらしの魔法」
- ケロケロちゃいむ（1996年 - 1999年刊、全5巻）
  1. 1996年8月13日初版発行、ISBN 978-4088538747
  2. 1997年3月19日初版発行、ISBN 978-4088560076
  3. 1997年12月14日初版発行、ISBN 978-4088560526
  4. 1998年6月20日初版発行、ISBN 978-4088560847
  5. 1999年6月20日初版発行、ISBN 9784088561486
    - 全巻に番外編併録、第5巻併録「N.Gヒロイン」
- ティンクル☆ティアラ （1999年 - 2000年刊、全2巻）
  - 前編 1999年11月20日初版発行、ISBN 978-4088561769
    - 併録：番外編、「太陽がいっぱい!」

  - 後編 2000年3月20日初版発行、ISBN 978-4088561967
    - 併録：番外編、「天使くんのお仕事」
- ねりんぐプロジェクト（2000年6月20日 ISBN 9784088562124、全1巻）
- えみゅらんぷ（2001年 - 2002年刊、全2巻）
  1. 2001年6月20日初版発行、ISBN 978-4088562902
  2. 2002年1月20日初版発行、ISBN 978-4088563442

  - どちらも番外編併録、第2巻併録「恋するコイン」
- 死神くんのお仕事（2002年9月18日初版発行、ISBN 978-4088564036、全1巻）
  - 併録「めざましANGEL」「ハッピィ♥ファーマシー」「森が唄う日」
- 迷子のケモノ達（2004年1月20日初版発行、ISBN 978-4088565170、全1巻）
  - 併録「クレイジーミックス」
- P☆えんじぇる（2005年刊、全2巻）
  1. 2005年4月15日初版発行、ISBN 978-4088566030

  - 併録「えみゅらんぷ」番外編

  1. 2005年11月20日初版発行、ISBN 978-4088566504

  - 併録「未来にキッス」「キレイの卵」
- シズカ八犬伝（2006年10月18日初版発行、ISBN 978-4088567112、全1巻）
  - 併録「ビオ・トーブ」「今夜は豆ごはん」「迷子のケモノ達 〜月夜の誓い〜」

### フレイヤコミックス
電子書籍限定配信。
- ヴァージンリッパー（2009年 - 2012年、全10巻[2]）
  - 当初は〈アンジーコミックス〉だった。
- 赤い蝶月の夜（2013年 - 刊、既刊10巻[3]） - 2018年4月現在。

### アンソロジー
- りぼん新人まんが家デビュー作集8 50年目のHearty Cake（1995年6月20日発行、ISBN 978-4088538044）
  - 「50年目のHearty Cake」収録。表紙も担当。

### 小説
- ケロケロちゃいむ（集英社『コバルト文庫』刊）
  - 1997年7月 ISBN 978-4086143615
  - 著：武上純希 （原著：藤田まぐろ）
- ケロケロちゃいむ 魔法戦争編（集英社『コバルト文庫』刊）
  - 1997年12月 ISBN 978-4086144070
  - 著：武上純希 （原著：藤田まぐろ）